# UnitedHealth Group
UnitedHealth Group – amerykańskie przedsiębiorstwo z siedzibą w Minnetonka w stanie Minnesota, operujące w sektorze zarządzanej opieki zdrowotnej (managed health care).

## Struktura
UnitedHealth Group świadczy swoje usługi w formie dwóch oddzielnych platorm:
- UnitedHealthcare – usługi świadczeń zdrowotnych
  - UnitedHealthcare Employer & Individual – obsługuje duże przedsiębiorstwa, małe i średnie przedsiębiorstwa, osoby prywatne, a także członków i byłych członków armii.
  - UnitedHealthcare Medicare & Retirement – obsługuje osoby prywatne powyżej pięćdziesiątego roku życia.
  - UnitedHealthcare Community & State – obsługuje stanowe i społecznościowe programy świadczeniowe.
  - UnitedHealthcare Global – międzynarodowe usługi   ubezpieczeniowe i medyczne.
- Optum – usługi opieki zdrowotnej
  - OptumHealth – usługi zdrowotne dla osób indywidualnych
  - OptumInsight – usługi technologiczne, operacyjne i konsultingowe dla sektora opieki zdrowotnej, w tym dla szpitali, praktyki medycznej, komercyjnych planów zdrowotnych, agencji rządowych oraz innych organizacji.
  - OptumRX – usługi zarządzania świadczeniami farmaceutycznymi

Do grupy UnitedHealth grup należy brazylijskie przedsiębiorstwo Amil, operujące w sektorze świadczeń medycznych i dentystycznych oraz zarządzające ponad 30 szpitalami i 50 klinikami w Brazylii.